# Anison
Anison (アニソン?), contrazione di anime song (アニメソング?) (lett. "canzone anime"), è un genere musicale giapponese derivato dal J-pop. Il termine indica più propriamente la musica utilizzata in sigle, inserti e image song, all'interno di anime e altri prodotti correlati, tra cui videogiochi e radiodrammi pubblicati su compact disc.
L'anison nacque come categoria musicale negli anni settanta. Durante il decennio seguente l'anison guadagnò notorietà presso il grande pubblico quando alcuni artisti mainstream slegati dall'industria degli anime iniziarono a incidere sigle di note serie giapponesi. A partire dagli anni novanta, con l'avvento delle etichette discografiche che producevano esclusivamente musica per le serie animate, l'anison divenne un genere musicale a sé stante. Negli anni duemila, l'accresciuto interesse in Giappone per i doppiatori, che erano a volte autori delle stesse canzoni anison, portò all'accresciuto interesse del mercato di tale genere. Negli anni 2020 il genere acquisì fama a livello internazionale.

## Storia

### Anni 1930-1970: precursori
Kuroi Nyago, diretto nel 1929 da Noburō Ōfuji, è il primo film d'animazione giapponese accompagnato da un sottofondo musicale. Nella pellicola i personaggi ballano al ritmo di un brano musicale che viene oggi considerato un prototipo di anison.
Dopo la fine della seconda guerra mondiale, durante gli anni cinquanta e sessanta, si assistette a un rinnovato sviluppo culturale in Giappone. Nel 1963 venne presentata in anteprima la serie Astro Boy. Il suo famoso tema presenta il testo del poeta Shuntarō Tanikawa; il brano viene oggi riprodotto nella stazione di Takadanobaba durante le partenze dei treni.

### Anni 1970-1980: diffusione
La crescita economica a cui si assistette in Giappone negli anni settanta portò alla diffusione di cantanti specializzati nelle sigle di anime. All'epoca le sigle degli anime erano principalmente conosciute dai fan delle serie animate, eccezion fatta per i temi di Mazinger Z, Space Battleship Yamato e Candy Candy, i quali divennero noti al grande pubblico. Fu in questo periodo che i doppiatori di Mobile Suit Gundam Toshio Furukawa e Toru Furuya si guadagnarono un vasto seguito da parte del pubblico femminile in quanto membri della band di doppiatori  Slapstick. Originariamente le sigle degli anime erano debitrici dello stile kayōkyoku, adottavano il nome dalla serie di riferimento e ne volevano rievocare le atmosfere. Tuttavia, i loro testi divennero sempre più incentrati sui pensieri e i sentimenti dei personaggi in modo da renderle più accessibili di fronte a un pubblico di non appassionati.

### Anni 1980-1990: successo

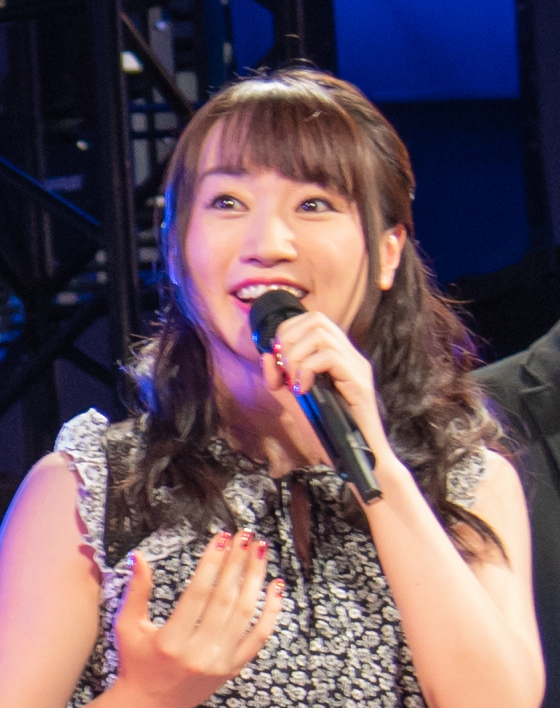
Nana Mizuki nel 2018

All'epoca della bolla speculativa giapponese emersero i primi artisti che, pur avendo realizzato delle sigle per gli anime, non erano specializzati in tale settore. Il singolo Ai oboeteimasuka (1984) di Mari Iijima, utilizzato nel media franchise Macross, raggiunse la settima posizione della Oricon. Fece discutere anche la sigla di Occhi di gatto (1983) in quanto venne interpretata da Anri, un'artista che, fino a quel momento, non aveva avuto alcun legame con l'industria degli anime. Una sorte analoga toccò ai TM Network che, prima di pubblicare Get Wild (1987), tema di chiusura di City Hunter, erano stati fino a quel momento avulsi dal contesto degli anison. Il successo della canzone permise loro di partecipare alla settantaduesima edizione dei Kōhaku Uta Gassen.

### Anni 1990-2000: impatto nell'industria discografica e modernizzazione
A partire dagli anni novanta, in seguito al collasso dovuto alla bolla giapponese, nacquero le prime etichette specializzate in anison, tra cui la Starchild, una franchigia della King Records. Ciò avvenne anche grazie al fenomeno Being Boom (ビーイングブーム?), che prendeva il nome dall'azienda di intrattenimento Being, Inc. (oggi B Zone), per la quale lavoravano gli artisti di successo Zard e Maki Ohguro. Yōko Takahashi faceva parte del roster della Starchild ed è ricordata per aver cantato Zankoku na tenshi no these (1995), fortunato tema di Neon Genesis Evangelion. Si assistette nel mentre una transizione dalle originali influenze kayōkyoku a quelle del nuovo genere J-pop, come conferma ad esempio Masami Okui. Al genere si cimentarono anche doppiatori come Hekiru Shiina, Mariko Kouda, Megumi Hayashibara e Minami Takayama, quest'ultima parte del duo Two-Mix.

### Anni 2000-2019: Il successo dei doppiatori e cantanti

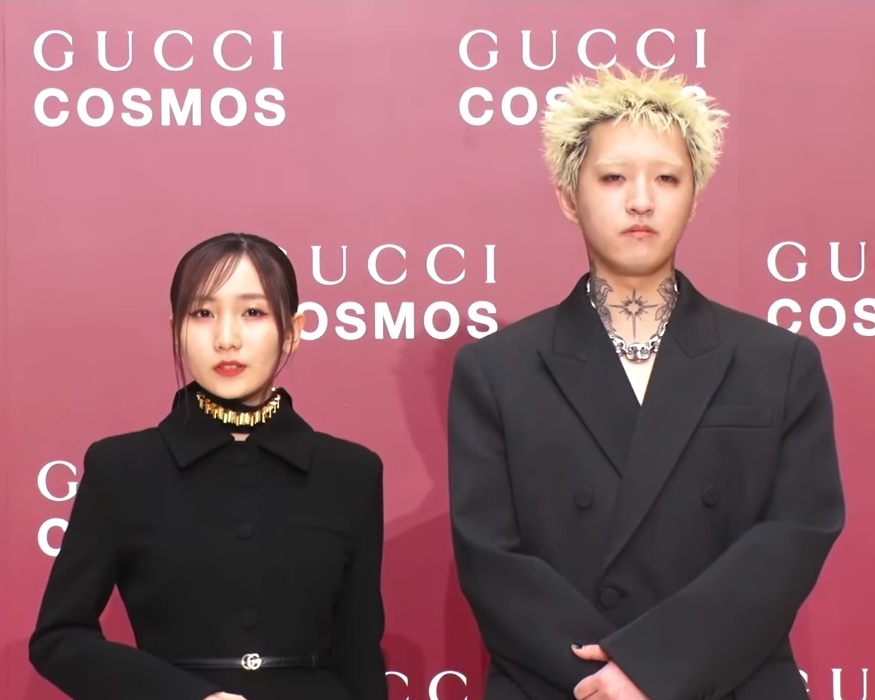
Gli Yoasobi nel 2024

Negli anni 2000, con l'aumento della produzione di serie animate trasmesse in seconda serata, diversi doppiatori iniziarono ad accettare ruoli più mainstream. Alcuni di essi iniziarono a rivestire la duplice professione di doppiatori e cantanti e divennero talvolta degli idol, come nel caso di Yui Horie, Yukari Tamura e Nana Mizuki della sopracitata King Records, così come Riisa Naka, Koharu Kusumi e Aya Hirano. Il singolo anison Eternal Blaze (2005) di Mizuki raggiunse la posizione numero 2 della classifica giapponese, mentre Hare hare yukai (2006) di Aya Hirano, Minori Chihara e Yūko Gotō contribuì al successo del balletto che si vede alla fine degli episodi di La malinconia di Haruhi Suzumiya.
Nel 2010 la band Ho-kago Tea Time, composta da vari personaggi di K-On!, fu la prima formazione fittizia a piazzarsi alla prima e seconda posizione della Oricon con entrambi i loro singoli. Più tardi ebbero successo altri progetti multimediali analoghi come Love Live!, The Idolmaster e Uta no Prince-sama. Alla fine del 2010, Billboard Japan lanciò la sua Hot Animation chart, dedicata alle pubblicazioni di successo di genere anison.

### Anni 2020: globalizzazione
Negli anni 2020 l''anison guadagnò notorietà internazionale; nel medesimo periodo diverse importanti aziende musicali iniziarono a investire in tale genere. Alcuni brani anison riuscirono ad entrare in classifiche non giapponesi, tra cui Homura (2020), firmata da LiSA e usata nel lungometraggio Demon Slayer - Il treno Mugen (#8 della Billboard Global 200), Idol (2023) delle Yoasobi fu la prima traccia giapponese a raggiungere la vetta di varie classifiche, tra cui la Billboard Global Excl. US., dedicata ad artisti non statunitensi. Altrettanta popolarità ebbe Kick Back (2022), tema cardine di Chainsaw Man.